# Rhogeessa genowaysi
Rhogeessa genowaysi là một loài động vật có vú trong họ Dơi muỗi, bộ Dơi. Loài này được Baker mô tả năm 1984.